# Soixante, soixante-deux
Pistes de Mitchell
Femme FM M'man
Soixante, soixante-deux est une chanson d'Eddy Mitchell, écrite sur une musique de Pierre Papadiamandis et parue en 1987, sur l'album Mitchell.

## Histoire
Avec Soixante, soixante-deux, Eddy Mitchell rappelle que le début des années 1960, n'a pas seulement été pour les jeunes gens de sa génération l'avènement du rock 'n' roll, les filles et les surprises-parties, mais que ces « années d'insouciance », étaient aussi celles de  la mobilisation des appelés du contingent pour la Guerre d'Algérie, les affrontements entre OAS et FLN...
« [...] Y a pas que le sable qui sent chaud, Y a surtout le grain de ta peau

M'apprendre à tuer, Quand j'veux t'aimer, Et rester ici

Tous dans l'même bateau, J'préfère les Naufrageurs

L'Algérie c'est beau, Oui mais vue du Sacré-Cœur
Soixante, soixante-deux, Quelque part ça m'fait peur

Soixante, soixante-deux, Y avait pas que des rockers

Terrorisme et O.A.S., Infos d'époque, R.A.S

La vérité sur ces années est encore tabou [...] »
(texte Claude Moine)

## À noter
- Le vers « Tous dans l'même bateau, J'préfère les Naufrageurs  », est une allusion au film de Cecil B. DeMille Les Naufrageurs des mers du Sud.
- Eddy Mitchell, en 1977, avec la chanson Et la voix d'Elvis, aborde/effleure déjà cette période.
- En 1994, le chanteur consacre un roman autobiographique à cette époque P'tit Claude.

## Discographie
- 1987 : album Barclay Mitchell.

Discographie live :
1990 : 
- Eddy Mitchell au Casino de Paris.
- 45 tours Polidor 865 382-7[3] : Soixante, soixante-deux, Manque de toi (titres extraits de l'album live).
- 1997 : Mr Eddy à Bercy 97